# Patrick Ewing
Patrick Aloysius Ewing Sr. (* 5. August 1962 in Kingston, Jamaika) ist ein ehemaliger jamaikanisch-US-amerikanischer Basketballspieler und heutiger -trainer. Derzeit steht er als Head Coach beim College-Team der Georgetown Hoyas unter Vertrag.
Ewing war die meiste Zeit seiner Profikarriere für die New York Knicks aktiv, wo er unter anderem elfmal NBA-All-Star war und zweimal die NBA-Finals erreichte. Er gilt als einer der besten NBA-Spieler, die in ihrer gesamten Karriere keine Meisterschaft gewinnen konnten. Er wurde in die Liste der 50 besten NBA-Spieler aller Zeiten aufgenommen; 2008 folgte die Aufnahme in die Naismith Memorial Basketball Hall of Fame. Die Trikotnummer 33 wird von den Knicks zu Ehren Ewings nicht mehr vergeben.

## Jugend
Patrick Aloysius Ewing wurde am 5. August 1962 in Kingston, Jamaika, geboren und wuchs als das fünfte von sieben Kindern in bescheidenen Verhältnissen auf. Die Familie hatte es nicht leicht, und auf der Suche nach besseren Lebensbedingungen emigrierte seine Mutter Dorothy 1971 in die Vereinigten Staaten. Sie fand eine Anstellung in einem Krankenhaus und arbeitete hart, um ihre Familie zu unterstützen. Nachdem sie genug Geld angespart hatte, holte sie ihren Ehemann Carl und die restlichen Kinder im Januar 1975 nach, und die Familie ließ sich in Cambridge, Massachusetts, nieder, unweit von Boston. In seiner Heimat hatte Ewing hauptsächlich Cricket und Fußball gespielt, doch in den USA entdeckte er seine Leidenschaft für Basketball. Mit 14 Jahren wurde er in die Schülermannschaft der Cambridge Rindge and Latin School aufgenommen, und es dauerte nicht lange, bis er als eines der größten Nachwuchstalente im Land galt. Sein außergewöhnliches Talent blieb nicht unbemerkt, und 1980 wurde er als erster High-School-Spieler überhaupt zum Trainingscamp für die Olympischen Spiele in Moskau eingeladen. Obwohl Ewing es nicht ins endgültige Olympiateam schaffte, war die Einladung allein schon eine große Auszeichnung und ein Meilenstein in seiner jungen Karriere.

## Spielerkarriere

### College

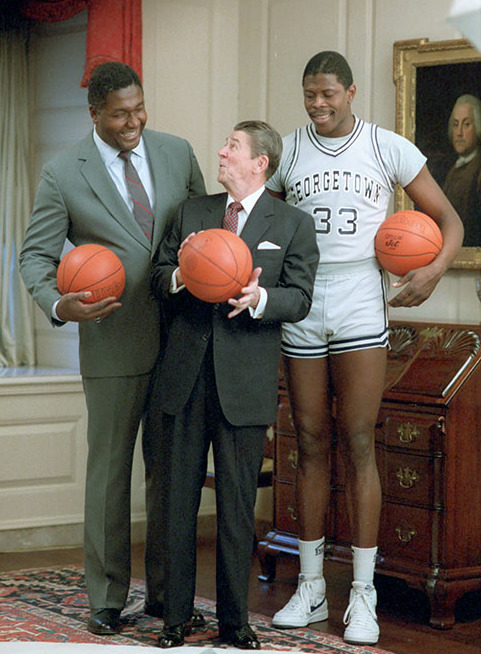
Ewing im Trikot von Georgetown neben Ronald Reagan und John Thompson (v. r. n. l.)

Nach seinem High School-Abschluss im Jahr 1981 führte Ewings Weg unweigerlich in den College-Basketball. Schließlich entschied er sich für ein Sportstipendium an der Georgetown University in Washington, D.C. und damit unter anderem gegen die North Carolina Tar Heels, denen ein gewisser Michael Jordan gerade seine Zusage gegeben hatte. Grund dafür war eine Parade des Ku-Klux-Klans, die zeitgleich mit  Ewings Besuch in North Carolina stattfand und ihn dazu bewog, zukünftig für die Georgetown Hoyas in der Big East Conference zu spielen. Gleich in seinem ersten Jahr avancierte der Freshman zu einem der wichtigsten Spieler und die Hoyas erreichten das NCAA-Finale, unterlagen  allerdings ausgerechnet den Tar Heels mit 62:63. Zwei Jahre später, am 2. April 1984, besiegten sie die Houston Cougars (84:75) und gewannen damit erstmals in ihrer Geschichte die nationale NCAA-Meisterschaft. Erfolgsgarant war Patrick Ewing, den man aufgrund seiner kraftvollen, dominanten Spielweise „Hoya Destroya“ nannte und der die Auszeichnung als bester Spieler der abgelaufenen Saison erhielt (NCAA Most Outstanding Player).

„Patrick war an der Uni so furchteinflößend, dass Gegenspieler Angst hatten, gegen ihn in die Zone zu ziehen.“

Im Gegensatz zu Michael Jordan und Hakeem Olajuwon verließ Ewing das College nach drei Jahren nicht vorzeitig, obwohl alle Franchises auf seine Ankunft warteten – selbst im legendären '84er Draft galt er als sicherer No.1-Pick. Der Center war der womöglich beste College-Spieler seit Kareem Abdul-Jabbar (damals noch Lew Alcindor) und bereits zu diesem Zeitpunkt bekannter als viele NBA-Profis. Er konnte aus dem Post scoren, verteidigen, rebounden und verfügte sogar über eine respektable Wurftechnik. „Pat“ hatte jedoch seiner kurz zuvor verstorbenen Mutter versprochen, trotz mäßiger akademischer Leistungen, die Universität nicht ohne einen Abschluss in Kunstgeschichte zu verlassen. Angeführt von ihrem Ausnahmespieler erreichte Georgetown 1985 das dritte NCAA-Finale in vier Jahren, verloren allerdings gegen die Villanova Wildcats (64:66).

### NBA Draft 1985

Logo der New York Knicks

Die NBA kämpfte Mitte der 1980er mit einem Imageproblem und fristete hinter der NFL oder der MLB allenfalls ein Schattendasein. Der neue Commissioner, David Stern, hatte zur '85er-Draft das bisherige Verfahren geändert, denn von nun an sollte durch eine Lotterie bestimmt werden, welche Franchise den Zuschlag für den Top-Pick bekommen würde. Stern trat damit den Franchises entgegen, die absichtlich Spiele herschenkten, um am Saisonende mit der schlechtesten Bilanz dazustehen. Und sich so – bis 1984 – das erste Wahlrecht beim Draft „erspielen“ konnten. Berereits im Vorfeld der Draft galt Ewing als verheißungsvollster College-Spieler und man glaubte, dass er Star-Potenzial hatte und die Zukunft seines neuen Teams auf lange Zeit verändern würde. Die New York Times schrieb, dass „viele Verantwortliche der Liga sowie Marketing-Experten glauben, dass die NBA enorm profitieren würde, wenn sich Ewing das Knicks-Jersey überstreifen würde.“ Selbst einige Manager waren sich sicher, dass er auf jeden Fall bei den New York Knicks landen würde, die gerade die schlechteste Spielzeit ihrer Geschichte hingelegt hatten. Aus Sicht der NBA war es ein Desaster, dass die traditionsreichen Knicks, trotz der Anziehungskraft ihres Standortes, gerade einmal 24 Spiele gewinnen konnten und in der Bedeutungslosigkeit zu verschwinden drohten.  Somit versammelten sich am 18. Juni 1985 die Vertreter der sieben schlechtesten Teams der abgelaufenen Regular Season im Waldorf Astoria. In einer Live-Übertragung loste Stern den Knicks tatsächlich Ewing als 1. Pick zu, was heftige Diskussionen auslöste und hartnäckige Gerüchte nährte, dass die erste Draft Lottery womöglich manipuliert war. Verschwörungstheoretiker mutmaßen bis heute, der betreffende Umschlag sei tiefgekühlt gewesen oder habe verdächtige Knicke aufgewiesen, um Ewing bewusst zu den schwächelnden Knickerbockers zu lotsen. Dessen ungeachtet löste das Ergebnis im Big Apple eine regelrechte Euphorie aus und innerhalb von zwei Stunden wurden 1.000 Dauerkarten abgesetzt. Der sichtlich stolze Knicks-Manager Dave DeBusschere überreichte Ewing das Trikot mit der Rückennummer 33. Der Center unterzeichnete einen Sechs-Jahres-Vertrag, der ihm ein Gehalt von 17 Millionen Dollar einbrachte und zum bestbezahlten Rookie der NBA machte.
Die 85er-Draft war perfektes Marketing und ein erster Fingerzeig auf die Richtung, in welche Stern die Liga in den kommenden Jahrzehnten steuern würde.

### New York Knicks

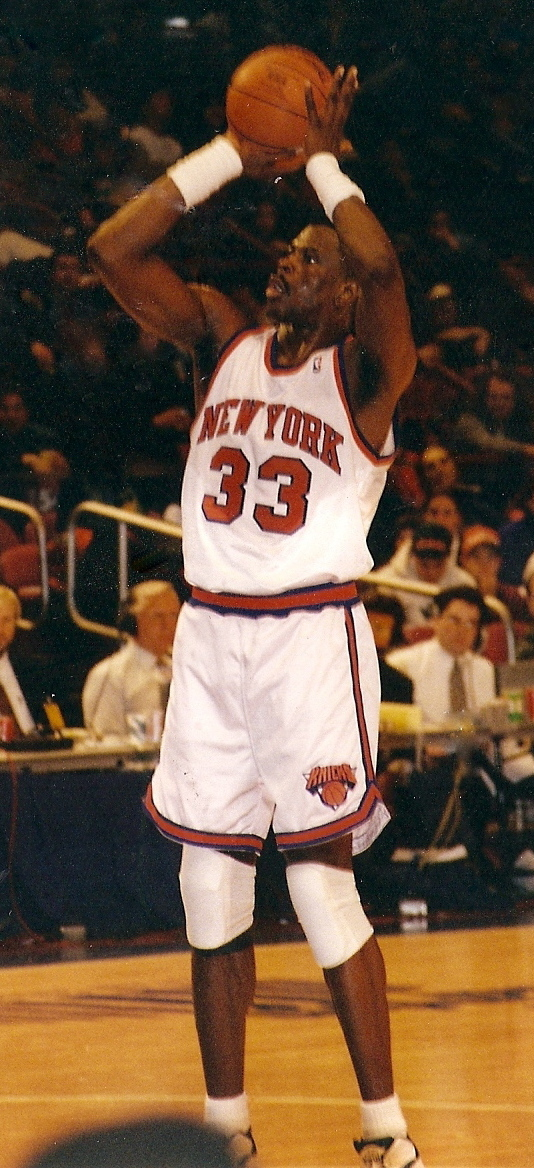
Patrick Ewing (ca. 1995)

Der Hype um den 23 Jahre alten Ewing kannte keine Grenzen und der Sohn jamaikanischer Einwanderer wurde im Madison Square Garden wie ein Heiliger empfangen. In einer Zeit, in der das Center-Spiel die Liga dominierte und ein starker Big Man der Grundstein für Erfolg war, lastete nicht nur die Bürde des Top-Picks auf Ewings Schultern. Die Fans in New York erwarteten von ihm Playoff-Teilnahmen und den Gewinn der ersten Meisterschaft seit 1973.
Der Neuling spielte eine starke Debütsaison, wurde mit durchschnittlich 20,0 Punkten, 9,0 Rebounds und 2,1 Blocks zum Rookie of the Year gekürt und in das All-Star Team berufen. Doch Ewing gelang es nicht, sein Team zurück in die Erfolgsspur zu führen und die Knicks verschlechterten sich sogar im Vergleich zum Vorjahr. Ohne die verletzten Bernard King und Bill Cartwright fuhren sie mit nur 23 Siegen die schlechteste Bilanz der Eastern Conference ein. Ewing, der in der NBA ohne sein Markenzeichen, das T-Shirt unter dem Trikot, spielen musste, verpasste 32 Spiele wegen einer Knieverletzung. Die folgende Spielzeit 1986/87 verlief ebenso schlecht (24 Siege – 58 Niederlagen) und die anfängliche Euphorie schlug zunehmend in Wut um, als Fans anfingen, Ewing bei Heimspielen auszubuhen. „Sie erwarteten, dass er genau wie am College auch in der NBA Spiele in Serie gewinnen würde“, erinnerte sich Teamkollege Ernie Grunfeld. „Aber Basketball ist ein Mannschaftssport. Patrick konnte ohne gute Mitspieler nichts ausrichten.“ Doch Ewing ließ sich von der Kritik an seiner Person weder beeindrucken noch zu öffentlichen Äußerungen hinreißen. Er hielt sich von den Medien fern, war unnahbar und stoisch. Der viel kritisierte Center versuchte die Antwort auf dem Court zu geben und vor Beginn seiner dritten Knicks-Saison (1987/88) änderten sich die Vorzeichen für den vermeintlichen „Retter.“ Rick Pitino wurde neuer Head Coach und mit Mark Jackson entschied sich die Franchise für einen neuen Point Guard, der hervorragend mit Ewing harmonierte. Erstmals seit fünf Jahren qualifizierten sich die Knicks für die Playoffs, waren jedoch in der ersten Runde chancenlos (1:3 gegen die Boston Celtics).
Patrick Ewing reifte zu einem dominanten Frontcourt-Spieler, der seine Mannschaft zu einem Playoff-Kandidaten werden ließ. Seine Spielweise war hart, kämpferisch, kompromisslos und robust, was ihm den Spitznamen „The Beast“ einbrachte. Er verbesserte seine Offensivleistung und mit durchschnittlich 28,6 Punkten pro Spiel verzeichnete er 1989/90 seinen persönlichen Bestwert und wurde in das All-NBA First Team gewählt. In der Partie gegen die Boston Celtics am 24. März 1990 erreichte Ewing mit 51 Punkten die höchste Punktzahl seiner Karriere. Allerdings scheiterten die Knicks zwischen 1989 und 1993 in den Playoffs allein viermal an den scheinbar übermächtigen Chicago Bulls, wobei sich die packenden Serien zu prägenden Auseinandersetzungen der Neunziger entwickelten. Die Niederlagen waren vor allem für Ewing frustrierend, da er sein Team endlich zum Titel führen wollte und insbesondere 1991 beim 0:3-Sweep enttäuscht hatte. Die Wende sollte mit der Ankunft von Startrainer Pat Riley eingeläutet werden, der die Dominanz der Bulls mit einer körperlich harten Spielweise zu bekämpfen versuchte. Bulls gegen Knicks war ein Duell der Gegensätze: Einerseits das aufregende, spektakuläre Offensiv-Team um Superstar Michael Jordan und Scottie Pippen, denen die Sympathien nur so zuflogen. Auf der anderen Seite die robusten Defensivspezialisten aus New York, bestehend aus Ewing, einigen harten Arbeitern und Underdogs (z. B. Charles Oakley, John Starks, Anthony Mason). Doch selbst in der  Saison 1992/93, als die Knicks mit 60 Siegen die beste Bilanz der Eastern Conference aufwiesen, konnten sie den Fluch nicht brechen. Nach einem spannenden Conference-Finale war erneut gegen Chicago Endstation (2:4) – der NBA-Titel blieb Wunschdenken.
Nachdem sich Jordan eine Auszeit genommen hatte, hoffte „Big Pat“ auf seine Titelchance und tatsächlich drangen die Knicks nach einer wiederholt starken Regular Season (57 Siege) in die NBA-Finals 1994 vor. Dabei setzten sie sich in den Best-of-Seven-Series erstmals gegen die Bulls durch und schlugen anschließend die Indiana Pacers. In den Finals (8.–22. Juni 1994) trafen sie auf die von Hakeem Olajuwon angeführten Houston Rockets, die The Dream 1984 an Position 1 gedraftet hatten. Schließlich folgte das Duell der beiden Ausnahme-Center und Ewing lieferte 18,9 Punkte, 12,4 Rebounds und 4,3 Blocks pro Partie ab, doch gegen den deutlich effizienter agierenden Olajuwon war das nicht genug. Die Finalisten lieferten sich eine epische Defensivschlacht über sieben Spiele und obwohl die Knicks bereits mit 3:2 führten, dominierte Olajuwon die Spiele sechs und sieben und wurde Finals-MVP. Es war seine Revanche für das verlorene NCAA-Finale im Jahr 1984, während Ewing die Tragik der erfolglosen Titeljagd personifizierte.
In den folgenden Jahren schloss sich das Titelfenster wieder und die Knicks scheiterten frühzeitig in den Playoffs: 1995 an den Indiana Pacers (3:4), wobei ausgerechnet Ewing im siebten Spiel den entscheidenden Korbleger verfehlte und die zweite Titel-Chance in Jordans Abwesenheit verpasste. Anschließend verließ Pat Riley die Knicks, um den Konkurrenten Miami Heat zu übernehmen und unter dem neuen Coach Jeff Van Gundy waren sie 1996 gegen die wiedererstarkten Chicago Bulls chancenlos (1:4). In der anschließenden Spielzeit 1996/97 erreichte Ewing noch einmal 22,4 Punkte sowie 10,7 Rebounds und wurde sowohl in das All-Star, als auch in das All-NBA Second Team berufen, in den Playoffs war diesmal allerdings gegen Miami vorzeitig Endstation (3:4). Während der Basketball grundsätzlich immer athletischer wurde, setzte man bei den Knicks weiter auf den mittlerweile 34 Jahre alten Low-Post-Dominator Ewing, der im Vergleich zu jüngeren Centern wie Shaquille O’Neal, Alonzo Mourning oder David Robinson wesentlich langsamer und vorhersehbarer agierte. Die Kritik wurde lauter und Ewing musste sich immer häufiger den Vorwurf gefallen lassen, zu eigensinnig oder selbstsüchtig zu agieren. Am 20. Dezember 1997 verletzte sich Ewing während eines Dunking-Versuchs derart schwer an der Schulter, dass aufgrund der komplizierten Verletzung sogar ein vorzeitiges Karriereende in Erwägung gezogen werden musste. Nachdem Ewing in den vorherigen zehn Spielzeiten nur 20-mal gefehlt hatte, fiel er für den Rest der Regular Season aus (insgesamt 56 Spiele) und kehrte erst im Mai 1998 zu den Playoffs zurück. Doch nach seiner langen Verletzungspause konnte der Center das vorzeitige Aus in den Conference-Semifinals, wiederum gegen die Pacers (1:4), nicht verhindern.
Aufgrund eines Spielerstreiks (Lockout) war die Regular Season 1998/99 auf 50 Spiele reduziert worden. New York qualifizierte sich als Achter (27 Siege – 23 Niederlagen) gerade noch für die Playoffs der Eastern Conference und mit durchschnittlich 17,3 Punkten blieb Ewing erstmals in seiner NBA-Karriere unter einem Schnitt von 20. Die Last der Offensive verteilte sich mittlerweile auch auf die Guards Allan Houston (16,3 Punkte) und Latrell Sprewell (16,4 Punkte). Als achtplatziertes Team schalteten die Knicks die favorisierten Miami Heat sowie die Atlanta Hawks aus und standen überraschend in den Conference Finals gegen den Dauerrivalen Indiana Pacers. Nachdem Altstar Ewing seit Monaten mit einer Reizung der  Achillessehne gespielt hatte, wurde nach Spiel zwei festgestellt, dass die Achillessehne angerissen war und bedeutete das bittere Saison-Aus. Ohne Ewing reichte es für die Knicks zwar noch zum Sieg über Indiana und dem sensationellen Einzug in die NBA-Finals 1999. Dort dominierten die San Antonio Spurs dank David Robinson und Tim Duncan die Zone, während die Knicks ohne ihren Franchise-Player kein Gegenmittel fanden und mit 1:4 regelrecht untergingen – wieder ein Jahr ohne Titel.
In seiner Zeit in New York wurde Ewing 11-mal NBA-All-Star (davon zehn Mal in Folge von 1988 bis 1997) und 7-mal Mitglied im All-NBA-Team. Kein anderer Spieler hat für das Team mehr Punkte erzielt, Würfe geblockt, Rebounds eingesammelt, oder Steals geholt.

### Seattle SuperSonics
Entgegen der Ankündigung, seine Profikarriere in New York zu beenden, bat Ewing die Knicks ein Jahr vor Ablauf seines Vertrages um einen Wechsel. Schließlich wurde er am 21. September 2000 als Teil eines zwölf Spieler umfassenden Trades zwischen vier Franchises an die Seattle SuperSonics abgegeben. Bei den SuperSonics gehörte der mittlerweile 38-jährige Center zur Starting Five, jedoch wurde deutlich, dass er nach schweren Verletzungen in den vorangegangenen Spielzeiten seinen sportlichen Zenit überschritten hatte. Der langsam und schwerfällig wirkende Ewing brachte es lediglich noch auf durchschnittliche 9,6 Punkte und 7,4 Rebounds. Mit den SuperSonics verpasste Ewing 2000/01 den Einzug in die Playoffs der Western Conference.

### Orlando Magic
Nach nur einem Jahr in Seattle zog Ewing weiter und wechselte am 19. Juli 2001 als Free Agent zu den Orlando Magic. Sein Jahresgehalt lag bei 2,25 Millionen Dollar. Die letzte NBA-Saison des Routiniers verlief enttäuschend, da Ewing nur eine Reservistenrolle ausfüllte und zunehmend auf das Abstellgleis geriet. Seine Spielzeit halbierte sich im Vergleich zur Vorsaison auf 13.9 Minuten und er stand lediglich viermal in der Starting Five. Zwar qualifizierte sich Ewing mit den Magic noch einmal für die Playoffs, allerdings scheiterten sie in der 1. Runde. Im August 2002 erklärten die Orlando Magic, den 40-Jährigen in der kommenden Saison nicht mehr berücksichtigen zu wollen, woraufhin Ewing sein Karriereende verkündete.

### Weiteres
Ewing erzielte in 1.183 NBA-Spielen im Schnitt 21,0 Punkte, 9,8 Rebounds und 2,45 Blocks.
Von 1997 bis 2001 war Ewing Präsident der Spielergewerkschaft National Basketball Players Association (NBPA).
Mit einem Jahresgehalt von 18,5 Millionen US-Dollar war Ewing 1998/99 der am besten bezahlte Spieler der NBA.
Er ist einer von vier Spielern, die mehr als 800 NBA-Spiele benötigten, um das erste Triple Double zu erreichen: Karl Malone (860), Ewing (834), Tony Parker (826) und Cedric Maxwell (824). Außerdem war er der erste Spieler in der NBA-Geschichte, der in den ersten 1.000 Spielen seiner Karriere immer in der Starting Five stand.

## Nationalmannschaft
1984 gehörte Patrick Ewing zum Kader des US-Basketballteams für die Olympischen Spiele in Los Angeles. Zum damaligen Zeitpunkt wurden ausschließlich College-Spieler nominiert und neben Ewing standen mit Michael Jordan, Sam Perkins und Wayman Tisdale drei weitere All-Americans im Aufgebot, das von Bob Knight trainiert wurde. Die Amerikaner waren sämtlichen Gegnern überlegen und gewannen am 4. August 1984 durch einen ungefährdeten 101:68-Sieg über Spanien erwartungsgemäß die Goldmedaille (siehe hier).
Bei den Olympischen Spielen 1992 in Barcelona errang Ewing als Teil des mittlerweile legendären Dream Teams erneut die Goldmedaille.

## Als Trainer
Ewing begann seine Trainerkarriere als Assistent bei den Washington Wizards, danach arbeitete er drei Jahre bei den Houston Rockets in gleicher Position, ehe er von Stan Van Gundy für die Orlando Magic abgeworben wurde.
Von 2013 bis 2017 war Ewing als Associate Head Coach bei den Charlotte Hornets tätig.
Im April 2017 unterschrieb er einen Vertrag als Head Coach des College-Basketball-Teams der Georgetown Hoyas.

## Trivia
1996 spielte Ewing an der Seite von NBA-Stars Michael Jordan, Charles Barkley, Larry Johnson und Muggsy Bogues im Animationsfilm Space Jam mit.
Es verbindet ihn eine enge Freundschaft mit seinem langjährigen Center-Rivalen Alonzo Mourning. Als Mourning eine Spenderniere benötigte, ließ sich Ewing als Lebendspender testen. Jedoch wurde die Niere von Mournings Cousin als geeigneter beurteilt.
Sein Sohn Patrick Ewing Jr. spielte ebenfalls für Georgetown in der NCAA und später auch in der NBA. Er war außerdem für die Telekom Baskets Bonn in der deutschen Basketball Bundesliga (BBL) aktiv.

## Titel & Auszeichnungen

### College
- NCAA-Champion: 1984
- NCAA-Basketball Most Outstanding Player: 1984
- Naismith College Player of the Year: 1985
- All-American (3): 1983, 1984, 1985

### NBA
- NBA Rookie of the Year: 1986
- NBA All-Rookie Team: 1986
- NBA All-Star (11): 1986, 1988 bis 1997
- All-NBA Team:
  - First Team: 1990
  - Second Team (6): 1988, 1989, 1991, 1992, 1993, 1997
- NBA All-Defensive Team:
  - Second Team (3): 1988, 1989, 1992
- Mitglied Naismith Memorial Basketball Hall of Fame
- Mitglied der 50 Greatest Players in NBA History
- Mitglied NBA 75th Anniversary Team[39]
- NBA-Spieler mit den meisten erzielten Punkten: Platz 25 (24.815 Punkte)

### Nationalmannschaft
- Olympiasieger (2): 1984, 1992
- Amerikameisterschaft: 1992

## NBA-Statistiken

### Reguläre Saison
| Saison          | Team            | GP    | GS    | MPG  | FG % | 3P % | FT % | RPG  | APG | SPG | BPG | PPG  |
| --------------- | --------------- | ----- | ----- | ---- | ---- | ---- | ---- | ---- | --- | --- | --- | ---- |
| 1985–86         | New York        | 50    | 50    | 35.4 | .474 | .000 | .739 | 9.0  | 2.0 | 1.1 | 2.1 | 20.0 |
| 1986–87         | New York        | 63    | 63    | 35.0 | .503 | .000 | .713 | 8.8  | 1.7 | 1.4 | 2.3 | 21.5 |
| 1987–88         | New York        | 82    | 82    | 31.0 | .555 | .000 | .716 | 8.2  | 1.5 | 1.3 | 3.0 | 23.2 |
| 1988–89         | New York        | 80    | 80    | 36.2 | .567 | .000 | .746 | 9.3  | 2.4 | 1.5 | 3.5 | 22.7 |
| 1989–90         | New York        | 82    | 82    | 38.6 | .551 | .250 | .775 | 10.9 | 2.2 | 1.0 | 4.0 | 28.6 |
| 1990–91         | New York        | 81    | 81    | 38.3 | .514 | .000 | .745 | 11.2 | 3.0 | 1.0 | 3.2 | 26.6 |
| 1991–92         | New York        | 82    | 82    | 38.4 | .522 | .167 | .738 | 11.2 | 1.9 | 1.1 | 3.0 | 24.0 |
| 1992–93         | New York        | 81    | 81    | 37.1 | .503 | .143 | .719 | 12.1 | 1.9 | 0.9 | 2.0 | 24.2 |
| 1993–94         | New York        | 79    | 79    | 37.6 | .496 | .286 | .765 | 11.2 | 2.3 | 1.1 | 2.7 | 24.5 |
| 1994–95         | New York        | 79    | 79    | 37.0 | .503 | .286 | .750 | 11.0 | 2.7 | 0.9 | 2.0 | 23.9 |
| 1995–96         | New York        | 76    | 76    | 36.6 | .466 | .143 | .761 | 10.6 | 2.1 | 0.9 | 2.4 | 22.5 |
| 1996–97         | New York        | 78    | 78    | 37.0 | .488 | .222 | .754 | 10.7 | 2.0 | 0.9 | 2.4 | 22.4 |
| 1997–98         | New York        | 26    | 26    | 32.6 | .504 | .000 | .720 | 10.2 | 1.1 | 0.6 | 2.2 | 20.8 |
| 1998–99         | New York        | 38    | 38    | 34.2 | .435 | .000 | .706 | 9.9  | 1.1 | 0.8 | 2.6 | 17.3 |
| 1999–2000       | New York        | 62    | 62    | 32.8 | .435 | .000 | .731 | 9.7  | 0.9 | 0.6 | 1.4 | 15.0 |
| 2000–01         | Seattle         | 79    | 79    | 26.7 | .430 | .000 | .685 | 7.4  | 1.2 | 0.7 | 1.2 | 9.6  |
| 2001–02         | Orlando         | 65    | 4     | 13.9 | .444 | .000 | .701 | 4.0  | 0.5 | 0.3 | 0.7 | 6.0  |
| Gesamt          | Gesamt          | 1,183 | 1,122 | 34.3 | .504 | .152 | .740 | 9.8  | 1.9 | 1.0 | 2.5 | 21.0 |
| All-Star-Spiele | All-Star-Spiele | 9     | 3     | 17.8 | .537 | .000 | .692 | 6.7  | 0.8 | 1.2 | 1.8 | 11.8 |

### Playoffs
| Saison | Team     | GP  | GS  | MPG  | FG % | 3P %  | FT % | RPG  | APG | SPG | BPG | PPG  |
| ------ | -------- | --- | --- | ---- | ---- | ----- | ---- | ---- | --- | --- | --- | ---- |
| 1988   | New York | 4   | 4   | 38.3 | .491 | .000  | .864 | 12.8 | 2.5 | 1.5 | 3.3 | 18.8 |
| 1989   | New York | 9   | 9   | 37.8 | .486 | –     | .750 | 10.0 | 2.2 | 1.0 | 2.0 | 19.9 |
| 1990   | New York | 10  | 10  | 39.5 | .521 | .500  | .823 | 10.5 | 3.1 | 1.3 | 2.0 | 29.4 |
| 1991   | New York | 3   | 3   | 36.7 | .400 | –     | .778 | 10.0 | 2.0 | 0.3 | 1.7 | 16.7 |
| 1992   | New York | 12  | 12  | 40.2 | .456 | .000  | .740 | 11.1 | 2.3 | 0.6 | 2.6 | 22.7 |
| 1993   | New York | 15  | 15  | 40.3 | .512 | 1.000 | .638 | 10.9 | 2.4 | 1.1 | 2.1 | 25.5 |
| 1994   | New York | 25  | 25  | 41.3 | .437 | .364  | .740 | 11.7 | 2.6 | 1.3 | 3.0 | 21.9 |
| 1995   | New York | 11  | 11  | 36.3 | .513 | .333  | .686 | 9.6  | 2.5 | 0.5 | 2.3 | 19.0 |
| 1996   | New York | 8   | 8   | 41.0 | .474 | .500  | .651 | 10.6 | 1.9 | 0.1 | 3.1 | 21.5 |
| 1997   | New York | 9   | 9   | 39.7 | .527 | .000  | .643 | 10.6 | 1.9 | 0.3 | 2.4 | 22.6 |
| 1998   | New York | 4   | 4   | 33.0 | .357 | –     | .593 | 8.0  | 1.3 | 0.8 | 1.3 | 14.0 |
| 1999   | New York | 11  | 11  | 31.5 | .430 | –     | .593 | 8.7  | 0.5 | 0.6 | 0.7 | 13.1 |
| 2000   | New York | 14  | 14  | 32.9 | .418 | –     | .697 | 9.5  | 0.4 | 1.1 | 1.4 | 14.6 |
| 2002   | Orlando  | 4   | 0   | 16.8 | .320 | .000  | .588 | 5.5  | 1.0 | 0.3 | 1.0 | 6.5  |
| Career | Career   | 139 | 135 | 37.5 | .469 | .348  | .718 | 10.3 | 2.0 | 0.9 | 2.2 | 20.2 |

### Karrierehöchstwerte
| Kategorie                | Höchstwert | Team            | Gegner            | Datum      |
| ------------------------ | ---------- | --------------- | ----------------- | ---------- |
| Punkte                   | 51         | New York Knicks | Boston Celtics    | 1990       |
| erzielte Field Goals     | 22         | New York Knicks | Charlotte Hornets | 01.12.1990 |
| Field-Goal-Versuche      | 37         | New York Knicks | San Antonio Spurs | 26.03.1991 |
| erzielte 3er             | 1          | New York Knicks | N/A               | 19 ×       |
| 3er-Versuche             | 3          | New York Knicks | N/A               | 2 ×        |
| erzielte Freiwurftreffer | 18         | New York Knicks | Indiana Pacers    | 10.01.1991 |
| Freiwurfversuche         | 23         | New York Knicks | N/A               | 2 ×        |
| Offensivrebounds         | 11         | New York Knicks | Milwaukee Bucks   | 20.02.1996 |
| Defensivrebounds         | 22         | New York Knicks | Miami Heat        | 19.12.1992 |
| Rebounds                 | 26         | New York Knicks | Miami Heat        | 19.12.1992 |
| Assists                  | 11         | New York Knicks | Charlotte Hornets | 19.04.1996 |
| Steals                   | 5          | New York Knicks | N/A               | 4 ×        |
| Blocks                   | 9          | New York Knicks | N/A               | 3 ×        |
| Minuten gespielt         | 54         | New York Knicks | Atlanta Hawks     | 07.12.1991 |